# Валуев, Аркадий Михайлович
Аркадий Михайлович Валуев (1 февраля 1861, Санкт-Петербург — 1935, Югославия) — русский государственный и военный деятель, участник первой мировой войны и Белого движения.

## Биография
Из дворян Смоленской губернии. Окончил 5-ю Петербургскую гимназию. В службу вступил в 1880 вольноопределяющимся 3-го разряда в 3-й Нарвский пехотный полк. Окончил Варшавское пехотное юнкерское училище; выпущен в 4-й Копорский пехотный полк. Прапорщик (1883), в 1884 переименован в подпоручики в связи с упразднением чина прапорщика в мирное время. Поручик (1888). В 1889 окончил Николаевскую академию Генерального штаба, произведён в штабс-капитаны «за успехи в науках» (1889), в апреле того же года причислен к Генеральному штабу.
26.11.1889 — 26.05.1890 — старший адъютант штаба Кавказской гренадерской дивизии.
26.05.1890 — 27.09.1893 — обер-офицер при штабе Кавказского военного округа.
9.10.1892 — 9.10.1893 — отбывал цензовое командование ротой в 7-м гренадерском Самогитском полку.
27.09.1893 — 22.11.1895 — начальник строевого отделения штаба Севастопольской крепости, подполковник (1895).
22.11.1895 — 13.04.1899 — старший адъютант штаба Приамурского военного округа, одновременно с 25.06.1898 начальник обороны устья Амура.
13.04.1899 — 31.08.1900 — командир 6-го Восточно-Сибирского линейного батальона, полковник (1899).
31.08.1900 — 31.12.1901 — командир Николаевского крепостного батальона.
31.12.1901 — 6.07.1904 — командир 192-го пехотного резервного Ваврского полка.
6.07.1904 — 22.07.1905 — командир 47-го пехотного Украинского полка.
22.07.1905 — 20.04.1906 — командир 159-го пехотного Гурийского полка.

## Сахалинский и амурский губернатор
C 1 сентября 1905 и. д. начальника штаба Заамурского округа пограничной стражи; в качестве русского уполномоченного принимал от японцев северную часть острова Сахалин, оккупированную во время русско-японской войны.
13 сентября 1905 приказом главнокомандующего на Дальнем Востоке назначен военным губернатором и начальником войск Сахалина (утверждён в должности 20 апреля 1906, так как прежний военный губернатор М. Н. Ляпунов, находившийся в японском плену, формально был смещён только в январе 1906). В 1906 произведён в генерал-майоры. 21 августа 1909 указом сената назначен губернатором вновь образованной Сахалинской области. Северный Сахалин, который во время войны покинуло большинство жителей, пребывал в запустении; по переписи населения, проведённой в декабре 1905, оказалось всего взрослых — 3359, детей — 2141 .
10 апреля 1906 Сахалинская каторга и ссылка была упразднена, в 1908 остров был объявлен свободным для вольного заселения, но губернатор, пытавшийся осуществлять мероприятия для подъёма экономики области, сообщал в отчёте, что

...несмотря на обильные письменные переписки, многократные перерабатываемые проекты, Сахалин и по сей день живет на основании отживших положений о штрафной колонии. В силу этого жизнь замирает, промышленность не может развиваться, а торговля с каждым днем падает, в то время, когда, в непосредственном соседстве на Южном Сахалине японцы сумели за эти же два года достигнуть невероятных успехов в развитии жизни и промышленности. Два с половиной года после войны (...) прошли для Сахалина в практическом отношении почти бесплодно.— Аркадий Михайлович Валуев.
20 октября 1910 высочайшим указом назначен военным губернатором Амурской области, начальником войск и наказным атаманом Амурского казачьего войска. 9 августа 1913 уволен от службы с производством в чин генерал-лейтенанта. 2 апреля 1914 стал почётным гражданином Благовещенска. В честь губернатора было названо село Валуево.

## Первая мировая война
20 июня 1915 вернулся на службу в качестве помощника главного начальника Петроградского военного округа и и. о. архангельского генерал-губернатора; с 14 сентября 1915 в резерве чинов при штабе Петроградского ВО. 22 октября 1915 назначен инспектором запасных войск Северного фронта, с 13 июля 1916 инспектор запасных и ополченских войск Северного фронта.
21 января — 29 апреля 1917 командир бригады 44-й пехотной дивизии, 29 апреля — 19 августа 1917 начальник 116-й пехотной дивизии. 19 августа — 9 сентября 1917 в резерве чинов при штабе Двинского военного округа, 9 сентября уволен от службы за болезнью с мундиром и пенсией, но с 6 октября снова в резерве чинов при штабе Двинского ВО.

## Гражданская война и эмиграция
Во время гражданской войны служил в Добровольческой армии; с 01.12.1918 в резерве чинов при штабе армии; с 24.12.1918 помощник Ставропольского военного губернатора, в апреле 1919 назначен Ставропольским военным губернатором. С 17.07.1919 в резерве чинов при штабе Главнокомандующего ВСЮР. Затем служил в Русской армии. Эвакуирован из Севастополя на транспорте «Инкерман». Эмигрировал в Югославию.

## Семья
Жена: Мария Ивановна Майданович (умерла в  1919 году)
Дети:
- Валуев Борис Аркадьевич (1880 год, Рига — 26 апреля 1974 года, Югославия), в 1914 году окончил Николаевское кавалерийское училище, корнет в 10-м Новгородском драгунском полку. В эмиграции окончил Белградский университет по специальности инженер-мостостроитель. Во время немецкой оккупации присоединился к партизанам Тито, вступил в коммунистическую партию.
- Валуев Георгий Аркадьевич (18 (30) августа 1889 года, Тифлисская губерния — 13 апреля 1966 года, Париж). Окончил 3-й Московский кадетский корпус и Николаевское кавалерийское училище. Полковник 10-го Новгородского драгунского полка, участник Первой мировой и Гражданской войн. В июле 1919 года — командир эскадрона своего полка в Сводном полку 10-й кавалерийской дивизии ВСЮР. Служил в Русской армии Врангеля. Галлиполиец. Эмигрировал в Югославию, затем переехал во Францию. Жил в Париже, работал водителем такси. Член Объединения императорской конницы и конной артиллерии. Автор «Истории 10-го драгунского Новгородского полка» (рукопись).
- Валуев Михаил Аркадьевич (1902 год — 17 сентября 1980 года, Обон). Участник Гражданской войны. Во ВСЮР и Русской армии юнкер в Учебном кавалерийском дивизионе. На 28.12.1920 состоял во 2-м эскадроне дивизиона в Галлиполи. Окончил Николаевское кавалерийское училище в Белой Церкви в Югославии (1923), корнет. В эмиграции во Франции. Генеральный секретарь Союза русских военных инвалидов во Франции (1969, 1970).

## Награды
- орден Святого Станислава 3-й ст. (1891)
- орден Святой Анны 3-й ст. (1895)
- орден Святого Станислава 2-й ст. (1898)
- орден Святой Анны 2-й ст. (1901)
- орден Святого Владимира 3-й ст. (1909)
- орден Святого Станислава 1-й ст. (18.02.1916)
- орден Святой Анны 1-й ст. (20.12.1916)
- серебряная медаль «В память царствования императора Александра III»
- светло-бронзовая медаль «За поход в Китай»
- светло-бронзовая медаль «В память русско-японской войны»
- светло-бронзовая медаль «В память 100-летия Отечественной войны 1812»
- японский орден Священного сокровища 2-й ст. (разрешён к ношению в 1909)